# Aslan Aslan
Aslan Aslan (* 6. September 1990 in Dortmund) ist ein deutscher Schauspieler türkischer Abstammung. Er spielt seit 2015 Rollen in deutschen Film- und Fernsehproduktionen.

## Leben und Ausbildung
Aslan Aslan ist jüngster von fünf Geschwistern, wuchs in Witten auf und besuchte dort die Hardenstein-Gesamtschule. Nach dem Abschluss begann er eine informationstechnische Ausbildung im Heinz-Nixdorf-Berufskolleg in Essen. Von 2012 bis 2013 absolvierte Aslan eine Schauspielausbildung an der Film Acting School Cologne in der Kölner Schauspielszene und ist seitdem in der Kölner Theaterszene vertreten.
Aslan Aslan lebt in Köln.

## Filmografie
- 2016: Ein Schnupfen hätte auch gereicht (Fernsehfilm) Regie. Christine Hartmann
- 2017: Berlin Station (epix/Netflix) Regie: Bronwen Hughes
- 2018: HERRliche Zeiten (Concorde/Molina Film) Regie: Oskar Roehler
- 2018: Alarm für Cobra 11 (RTL) Regie: Thomas Höret
- 2019: Die Spur der Mörder (ZDF) Regie: Urs Egger
- 2020: Contra (ZDF) Regie: Sönke Wortmann
- 2021: Ein Fall für Zwei (ZDF) Regie: Bettina Braun
- 2022: Marie Brand und der überwundene Tod (ZDF)
- 2022: Anna und ihr Untermieter: Dicke Luft (ARD) Regie: Ralf Huettner
- 2022: Drift – Partners in Crime (SKY) Regie: Tim Trachte
- 2023: Polizeiruf 110 – Paranoia (BR) Regie: Tobias Ineichen
- 2023: Ein Fall für Zwei (ZDF) Regie: Till Müller-Edenborn
- 2024: Ein Krimi aus Passau: Gier nach Gold (ARD) Regie: Felix Karolus